# Arneburg
Arneburg là một thị xã thuộc huyện Stendal, bang Sachsen-Anhalt, Đức. Đô thị Arneburg có diện tích 30,72 km², dân số thời điểm ngày 31 tháng 12 năm 2006 là 1688 người. Đô thị Arneburg nằm bên tả ngạn sông Elbe, cự ly khoảng 12 km về phía đông bắc của Stendal. Đô thị này thuộc Verwaltungsgemeinschaft ("đô thị tập thể") Arneburg-Goldbeck.